# 戦友 (1975年のテレビドラマ)
戦友（せんゆう、朝鮮語: 戰友/チョヌ、ハングル: 전우）は、韓国KBSにて1975年6月28日から1978年4月8日まで放送されたテレビドラマ。

## 概要
朝鮮戦争25周年特別企画作品として制作され、毎週土・日・月曜日の19-20時台より放送された。反共を主なテーマに掲げてはいるが、朝鮮戦争中のさまざまな出来事を1話完結の形でまとめて放送し、幅広い層から人気を博する作品となった。1983年、2010年と2回リメイクされている。2014年にはミュージカル化された。

### キャスト
- キム少尉（小隊長） -  ナ・シチャン（朝鮮語版）
- チャン・ハンソン（朝鮮語版）
- ホ・ヨン
- キム・サンフン
- ソン・ジェホ（朝鮮語版）
- ユン・ドギョン（朝鮮語版）

## 1983年版
1983年9月1日から翌1984年10月23日まで、毎週木曜日20:00より放送された。小隊長役を演じたカン・ミノは、同年度KBS優秀番組評価賞にて特別演技賞を受賞した。

### キャスト
- カン上士（小隊長） - カン・ミノ
- キム・シウォン（朝鮮語版）
- チャン・チルクン
- キム・ユニョン（朝鮮語版）
- キム・チョンマン（朝鮮語版）

## 2010年版
KBS大河ドラマが一時休止した後の2010年に同放送枠に設けられたKBS週末特別企画ドラマの一作品。朝鮮戦争60周年を記念して制作された。反共を主要なテーマとした1975年、1983年の作品とは違い、反戦と平和を主軸としている。責任プロデューサーのキム・ヒョンイルによると、韓国国内では1983年制作の前作品以来約30年ぶりに制作される戦争ドラマであったが、他局で同時間帯に放送されていた『鉄の王 キム・スロ』などに押され、視聴率は10パーセント台にとどまった。

### あらすじ
1950年10月1日、連合国からの支援により、韓国軍は38度線を越えることに成功した。主人公のイ・ヒョンジュン陸軍一等軍曹は平壌市街における激戦を生き抜き、ついに鴨緑江にまで達する。このまま戦争は終結すると思われていたが、圧倒的な兵力を誇る中国軍の参戦により、朝鮮半島は再び惨劇の戦場と化す。そんな中国軍・北朝鮮軍との戦闘中に新兵のチョン・ソンイル二等兵が敵前逃亡、山中をさまよううちに偶然出会った韓国軍の名将軍パク・ウン准将を拉致。二人は中国軍に捕まり、死にたくない一心のソンイル二等兵は成り行きのまま北朝鮮軍に寝返る。パク将軍を救うために行動を起こし、反北ゲリラの協力も得て、中国軍の司令部からパク将軍を救出したヒョンジュンたちだが、その際ヒョンジュンは北朝鮮に生き別れになっていた恋人イ・スギョンを発見する。
敵味方に凍死者が続発するケマ高原の酷寒の中、興南（フンナム）港から半島南部に撤退するため、ヒョンジュンをはじめとする韓国軍・連合国軍の将兵は敵の重囲を強行突破する。翌年の春、海兵隊が敵の補給基地を爆破することになった。現地を知るヒョンジュン達が海兵隊を道案内することになったが、移動中にヤン・サンギル一等兵が無断で分隊を離れて母へ会いに行った。しかし母はすでに死んでいた。ヒョンジュンたちはサンギル一等兵を連れ戻すために合流時間に遅れ、単独出撃を強いられた海兵隊は一人を残して全滅。ヒョンジュン達は抗命罪で処刑されるかと思われたが、辛くもパク将軍の介入によって救われる。そしてヒョンジュンたちは4日間の猶予を与えられ、海兵隊の代わりに敵地へ赴くことになる。

### 登場人物
- イ・ヒョンジュン：チェ・スジョン

本編の主人公。階級は陸軍一等軍曹。第1分隊の分隊長。経験豊富な古兵で、若い部下たちから慕われている。M1A1サブマシンガンを操る。
かつて日本統治時代にスギョンと恋仲になったが、彼女に暴行しようとした日本兵を射殺したのをきっかけに、銃を取って戦う世界に身を投じる。その後韓国軍の前身である国防警備隊に入隊し、OSSの経験も持つ。
- イ・スギョン：イ・テラン

社会主義運動に共鳴し、朝鮮解放後にヒョンジュンの元を去り、北朝鮮へ渡った。その後北朝鮮軍の将校となり朝鮮戦争の前線に立つが、元来の温厚な性格やヒョンジュンへの思い、そして過酷な任務との板挟みに合い苦悩する。北朝鮮軍の中で唯一、ソンイルの素性に気付いている。
北朝鮮軍では狙撃手の教育も受けており、狙撃銃を手にしての挺身任務に就くことも。
- パク・ウン：イ・ドックァ

韓国陸軍の准将。戦前は光復軍に参加し、日本軍や中国共産党軍と戦った。敵からも名将として高く評価されている。
- チョン・ソンイル：チョン・テウ

韓国軍の二等兵だったが、死の恐怖に耐えられず戦闘中に逃走。偶然出会ったパク将軍とともに中国軍の手に落ちる。その後、素性を隠したまま北朝鮮軍の兵士となる。
- パク・イルグォン：キム・レハ

韓国陸軍の二等軍曹。第2分隊の分隊長。元々は優しい人物だったが、戦闘中に部下全員を失う悲劇を経験。それ以来、部下に容赦なく鉄拳を振るうようになる。下士官としての能力は確かで、ヒョンジュンを補佐する。M2カービンを持つ。
- キム・ジュンボム：イム・ウォンヒ

韓国陸軍の伍長。漫談家になるのが夢で陽気な性格だが、反面口数が多い。文句や不平を洩らしながらも、分隊の中堅として任務を確実に遂行する。
- ヨム・ハジン：ナム・ソンジン

韓国陸軍の一等兵。読み書きが出来ず、市場へ買い物に出かけた際に間違って募兵所の行列に並んでしまい、結婚三日目の妻を残したまま入隊してしまった。故郷の妻に無事を知らせるため、大きな丸印を書いた手紙を送り続けている。
- ヤン・サンギル：ホン・ギョンイン

韓国陸軍の一等兵。元々は遊び人だが、一人暮らしの母を大事にしている孝行息子。
- パク・ジュヨン：リュ・サンウク

韓国陸軍の一等兵。司祭になるのが夢で、人助けがしたくて入隊した志願兵。衛生兵として、敵味方の双方に救護の手を差し伸べる。
- チョン・テクス：イ・スンヒョ

韓国陸軍の一等兵。両親が人民軍に処刑されたため、人民軍への敵愾心が強い。
- ペク・スンジン：パク・サンウク

韓国陸軍の伍長。トランペットの名手で、戦場でも銃の次にトランペットを大事にしている。
- キム・ボムウ：アン・ヨンジュン

韓国陸軍の二等兵。孤児で、靴磨きをしていた。武功勲章を獲得して、将軍になりたいという無邪気な動機で志願した少年兵。
- チョンファ：イ・イネ

反北ゲリラ「プサン遊撃隊」の一員で、義父や同郷の男たちと共に銃を取って戦っている。北朝鮮軍・中国軍の支配地域に潜入してくる韓国軍の手引きを行う。
- チョン・ヨンテク：キム・ミョンス

北朝鮮軍の曹長。任務には忠実だが、温和な人柄の古参兵。スギョンを補佐し、進んでソンイルの面倒を見る。PPS短機関銃を持つ。
- ウォンチョル：チョン・ヒテ

北朝鮮軍の軍曹。同じく出征した弟たちが次々と戦死したため、復讐心を募らせている。失敗を犯した部下には暴行も辞さず、敵や民間人にも情け容赦なく接する。

## 2014年のミュージカル
朝鮮戦争の経験者である俳優パク・キョンドゥクが脚本を手掛け、ソ・インソンが総括プロデューサー、キム・ヨンミンが演出を担当した。2014年10月29日、加平郡内で初演されたが、初演の場所に加平を選んだのは朝鮮戦争に参戦した16か国中5か国の戦跡碑が同郡内にあるからだと、パク・キョンドゥクがインタビューで明かしている。1975年版や1983年版に出演した俳優が複数名出演している。

### キャスト
個別に出典があるもの以外はによる。◎がついているのは1975年版または1983年版への出演歴がある俳優。
- キム少尉 - パク・スンホ[7]
- キム・ヒョンジョン - イ・ハソ[7]
- ノ・ヒョニ（朝鮮語版）
- キム・シウォン◎
- キム・スイル
- キム・ボングン（朝鮮語版）
- イ・ウォンジョン◎
- ユン・ドギョン◎
- チャン・ジョングク（朝鮮語版）◎
- パク・チョンウン
- キム・ドンワン
- コ・ヒジュン
- サラ・チャン
- ミン・ギョンオク
- パク・キョングン
- チョ・ジュギョン
- イ・ウンジ
- ユン・イェジュン
- オ・スジョン